# El Fondó de les Neus
El Fondó de les Neus (castellà: Hondón de las Nieves, oficialment «el Fondó de les Neus / Hondón de las Nieves») és una població del País Valencià, situada a la comarca del Vinalopó Mitjà.

## Història
Al terme hi ha diverses restes de poblament prehistòric, com les de la Cova del Rotllo, a la serra la Solana.
Les tropes cristianes la conqueriren als àrabs el 1246 i va pertànyer a la jurisdicció d'Asp fins al 1839, en què es va independitzar i constituí un únic municipi amb el Fondó dels Frares del qual se segregà el 1926.
Al seu terme hi ha presència de població, d'esdeveniments finals de l'Edat Mitjana, amb la formació d'un caseriu al voltant d'una elevació muntanyosa.
Els orígens de la població, prové en la seua major part de colons provinents de Monòver, els quals s'hi van anar establint des de principis del xviii fins a començaments del XIX.
La parròquia es va crear el 1746, des d'una ermita dedicada, primer, sota l'advocació de la Mare de Déu de Loreto, i després, de la Mare de Déu de les Neus.
El 1768 eren 150 habitants, i el 1789: 311; el 1860, 2.300, encara que, el màxim de població va abastar-lo el 1900: 3.690 habitants, tot i que en estes dos últimes dates incloïa encara el Fondó dels Frares.

## Demografia i economia
Les dades de 2003 donen una població de 1.770 habitants, de gentilici fondoners i fondoneres. Hi ha els dos llogarets d'El Rebalso i La Canalosa, que són castellanoparlants.
La tradicional economia agrícola, sustentada en el raïm de taula, es veu ara complementada, i superada, pels negocis immobiliaris, ja que cada vegada és major el nombre d'estrangers que s'hi instal·len. Hi ha pedreres de sorra i grava i indústries derivades del ciment.
Malgrat que legalment és de predomini lingüístic valencià, als llogarets de la Canalosa i el Rebalso hi parlen tradicionalment en castellà.

## Geografia
El terme –68,9 km²– s'ubica en una petita vall protegida per la serra de Crevillent poblada de pins, ametlers, oliveres i vinyers. Hi ha paratges força agradables com ara el de La Cuesta o el de La Cruz, habilitats per a l'esbarjo. Si decidim conèixer el terme caminant podem triar la ruta de l'Alto Pelao on podem observar moltes espècies vegetals: pi, ginebre, farigola, romaní. La representació animal inclou: senglars, raboses, perdius, llebres, conills, fardatxos, mussols reials, etc.

## Alcaldia
Des de 2019 l'alcaldessa del Fondó de les Neus és Carmen Sellés Prieto del Partit Popular (PP).
| Període                       | Alcalde o alcaldessa       | Partit polític | Data de possessió | Observacions |
| ----------------------------- | -------------------------- | -------------- | ----------------- | ------------ |
| 1979–1983                     | José Bernabeu Cerdà        | UCD            | 19/04/1979        | --           |
| 1983–1987                     | José Bernabeu Cerdà        | AIHN           | 28/05/1983        | --           |
| 1987–1991                     | José Bernabeu Cerdà        | AI             | 30/06/1987        | --           |
| 1991–1995                     | José Bernabeu Cerdà        | AIHN           | 15/06/1991        | --           |
| 1995–1999                     | Francisco Luis Prieto Tora | PSPV-PSOE      | 17/06/1995        | --           |
| 1999–2003                     | Francisco Luis Prieto Tora | PSPV-PSOE      | 03/07/1999        | --           |
| 2003–2007                     | Victoriano Sánchez Botella | PP             | 14/06/2003        | --           |
| 2007–2011                     | Victoriano Sánchez Botella | PP             | 16/06/2007        | --           |
| 2011–2015                     | Victoriano Sánchez Botella | PP             | 11/06/2011        | --           |
| 2015–2019                     | Raquel Asensio Cremades    | PSPV-PSOE      | 13/06/2015        | --           |
| 2019-2023                     | Carmen Sellés Prieto       | PP             | 15/06/2019        | --           |
| Des de 2023                   | n/d                        | n/d            | 17/06/2023        | --           |
| Fonts: Generalitat Valenciana |                            |                |                   |              |

## Gastronomia
A banda del seu exquisit raïm de taula inclòs en la denominació d'origen Uva de Mesa Embolsada del Vinalopó, podem degustar l'arròs caldós, els gaspatxos, la gatxamiga, el putxero i l'arròs amb conill i caragols. Els dolços també tenen bona representació amb rollos de costra, torrijas, sequillos o embocaos.

## Patrimoni d'interès
Del seu patrimoni:
- Església de Sant Pere Apòstol. Aixecada sobre l'ermita de les Neus el 1746, d'estil barroc.
- Ermita de Sant Isidre. En el paratge de La Cruz.
- La plaça de la Vila. Amb l'ajuntament i la Casa de Cultura.
- Façana del convent de Concepcionistes Franciscanes. De mitjan segle xx es troba prou deteriorada s'espera intervenció per a la seua recuperació.